# Application propre
Pour les articles homonymes, voir Propre.
En mathématiques, une application est dite propre si elle vérifie une certaine propriété topologique. La définition la plus courante, valable pour une application continue d'un espace séparé dans un espace localement compact, est que l'application est propre si l'image réciproque de toute partie compacte de l'espace d'arrivée est compacte. Cette définition est équivalente, dans ce contexte, à la définition générale : une application (non nécessairement continue et entre espaces topologiques quelconques) est propre si elle est « universellement fermée ».

## Définition générale
Soient X et Y deux espaces topologiques. Une application f : X → Y est dite propre si pour tout espace topologique Z, l'application f × idZ : X × Z → Y × Z est fermée.

## Caractérisations courantes
Théorème — Si X est séparé et Y localement compact et si f : X → Y est continue, alors les propriétés suivantes sont équivalentes :
1. f est propre ;
2. f est fermée et l'image réciproque par f de tout singleton est compacte ;
3. l'image réciproque par f de tout compact est compacte.

Plus précisément :
- sans hypothèses sur f (ni sur X et Y) :
  - si f est propre alors elle est trivialement fermée ;
  - si f est propre alors l'image réciproque par f de tout quasi-compact (en particulier : de tout singleton) est quasi-compacte ;
- si f est continue et fermée et si l'image réciproque par f de tout singleton est quasi-compacte, alors f est propre ;
- si X est séparé, Y localement compact et f continue, et si l'image réciproque par f de tout compact est compacte, alors f est propre et X est localement compact.

Lorsque X et Y sont tous deux localement compacts, en considérant leurs compactifiés d'Alexandrov, la condition 3 se reformule en : quand x tend vers l'infini, f(x) tend vers l'infini.

## Propriétés
La notion d'application propre jouit des propriétés suivantes :
- toute composée d'applications propres est propre ;
- tout produit f×g : X1×X2 → Y1×Y2 d'applications propres est propre ;
- si f : X → Y est propre alors sa restriction-corestriction, de f -1(T) dans T, l'est aussi, pour toute partie T de Y ;
- si f : X → Y est propre alors sa restriction F → Y à tout fermé F de X l'est aussi ;
- toute injection continue et fermée est propre ;
- si g ◦ f est propre et si f est surjective et continue, alors g est propre ;
- si g ◦ f est propre et si g est injective et continue, alors f est propre ;
- si f : X → Y et g : Y → Z sont continues et g ◦ f propre et Y séparé, alors f est propre ;
- si X est quasi-compact alors, pour tout espace Z, la projection X×Z → Z est propre ;
- si l'application de X dans l'espace réduit à un point est propre, alors X est quasi-compact ;
- toute application continue d'un espace quasi-compact dans un espace séparé est propre.

Pour tout groupe topologique G agissant continûment et proprement sur un espace topologique X, le quotient X/G est séparé.